# Ngareskidul
Ngareskidul is een bestuurslaag in het regentschap Mojokerto van de provincie Oost-Java, Indonesië. Ngareskidul telt 3590 inwoners (volkstelling 2010).